# Keremeos
Keremeos est un village canadien de la Colombie-Britannique situé dans le district d'okanagan—Similkameen, dans la région administrative de l'Okanagan et dans la région « historique » de Similkameen Country.

## Histoire
L'histoire du village remonte à 1909, lorsque George Kirby a acheté le terrain en prévision du chemin de fer transcanadien qui allait être construit dans la région, et plusieurs autres prospecteurs ont aussi acheté des terres environnantes. La réputation de ces investisseurs de l'ouest est bien sombre, car ils investissaient sur des terres qui appartenaient aux autochtones et spéculaient sans égard à leur présence.
Le village a été officiellement constitué en 1956, et est maintenant l'une des communautés qui grossit le plus rapidement en Colombie-Britannique[réf. nécessaire].

## Démographie
| 2001  | 2006  | 2011  | 2016  |
| ----- | ----- | ----- | ----- |
| 1 197 | 1 289 | 1 330 | 1 502 |

## Économie
Les principales industries de Keremeos sont entre autres l'agriculture, les ranchs et les vignobles. Les kiosques sont aussi une bonne part de l'économie, qui donne au village la réputation de la « capitale des kiosques à fruit du Canada ». Le climat chaud du sud de la région Similkameen, fait de la région un endroit hors pair pour la culture du raisin et la production du vin.

## Toponyme
Le nom de la ville tire son origine de la langue des autochtones Similkameen Keremeyeus qui veut dire « ruisseau qui coupe son chemin à travers les plaines ». Le nom fait référence à Keremeos Creek qui passe par le village et qui tire sa source de la rivière Similkameen. La légende locale veut que le nom provient plutôt des vents : « la rencontre des vents ». En effet, beaucoup de vent est observé dans la vallée.

## Personnalités liées
- Frank Richter Jr., homme politique canadien y est né en 1910